# علم و فناوری در آلمان

آلبرت اینشتین و ماکس پلانک

دستاوردهای کشور آلمان در زمینه علم و فناوری همواره پررنگ بوده‌است؛ به‌طوری‌که پایه‌گذار موفقیت‌های این کشور در زمینه اقتصادی است. آلمان خانه دانشمندان برجسته بوده‌است که پژوهش‌های آن‌ها در رشته‌های فیزیک، شیمی، ریاضیات و مهندسی کمک شایانی به گسترش علم در طول تاریخ بشریت کرده‌است. در بیشتر مواقع قرن بیستم دانشمندان بسیاری از آلمان موفق به دریافت جایزه نوبل در رشته‌های علمی شده‌اند. پژوهش‌های علمی در کشور همواره مورد حمایت دولت، دانشگاه‌ها و موسسه‌های پژوهشی مانند انجمن ماکس پلانک و بنیاد پژوهش آلمان است.

## پیشینه تاریخی
اگرچه پایه‌گذاری مرزی‌های آلمان امروزی در سال ۱۸۶۷ شکل گرفت اما علم به زمان‌های بسیار گذشته برای مثال به دوران انقلاب علمی برمی‌گردد. آلمان داری کهن‌ترین دانشگاه‌های جهان مانند دانشگاه لایپزیگ، دانشگاه هایدلبرگ، دانشگاه گرایفسوالت و دانشگاه فرایبورگ است. از پایان قرن نوزدهم تا جنگ جهانی دوم آلمان کمک زیادی برای پیشرفت علم در همه جهان کرد.

## رشته‌های علمی

### فیزیک

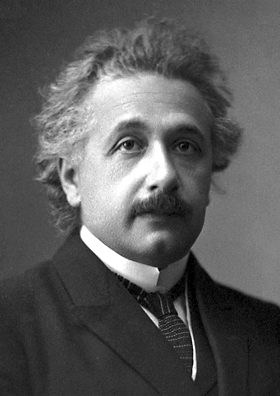
آلبرت اینشتین

کارهای آلبرت اینشتین و ماکس پلانک پایه و اساس فیزیک مدرن را استوار ساخت  که ورنر کارل هایزنبرگ و اروین شرودینگر آن را توسعه دادند. پیش‌تر وجود فیزیکدانانی بسیار کلیدی مانند هرمان وان هلمهولتز، ژوزف فون فرانهوفر، و گابریل دانیل فارنهایت وجود داشند که  از میان همه آن‌ها ویلهلم کنراد رونتگن موفق به کشف اشعه X شد او را برنده اولین جایزه نوبل فیزیک در سال ۱۹۰۱ساخت. هاینریش هرتز در حوزه تابش الکترومغناطیسی باعث توسعه و پیشرفت مخابرات شد. آیرودینامیک ریاضی در آلمان توسط لودویگ پرانتل توسعه داده شد.

### شیمی

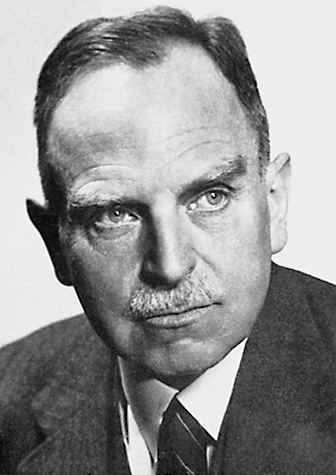
اتو هان

در اوایل قرن بیستم از ۳۱ جایزه نوبل شیمی ۱۴ تای آن از آن آلمانی‌ها شد که اولین آن را هرمان امیل فیشر در سال ۱۹۰۱ بدست آورد. اتو هان از پیشگامان علم پرتو زایی و پرتو شیمی او پایه علمی و فن‌آوری انرژی اتمی یعنی شکافت هسته‌ای را کشف کرد.

### مهندسی
آلمان خانه بسیاری از مخترعان و مهندسانی معروف مانند یوهانس گوتنبرگ بوده است که با اختراع  دستگاه چاپ را اختراع کرد. هانس گایگر خالق شمارشگر گایگر است و همچنین کنراد تسوزه اولین رایانه را ساخت. مخترعان و  صنعتگران آلمانی از جمله فردیناند زپلین، گوتلیب دایملر، رودولف دیزل، نیکلاوس اتو، فلیکس وانکل، ورنر فون براون و کارل بنز نقش بسزایی در شکل دادن فناوری مدرن در صنعت خودروسازی و ترابری هوایی و حتی مطرح کردن ایده سفر به فضا داشتند.

### زیست شناسی و زمین شناسی
دو چهره شاخص میکروبیولوژی فردیناند کوهن و روبرت کخ هر دو اهل آلمان هستند. الکساندر فون هومبولت  یک دانشمند طبیعی‌شناس که نظریه‌های بنیادی او در زمینه جغرافیای زیستی بود. از طرف دیگر ولادیمر کوپن گیاه‌شناس روسی‌تبار آلمانی به رابطه بین آب و هوا، پوشش گیاهی و نوع خاک پرداخت. آلفرد وگنر یکی از اولین افراد بود که نظریه رانش قاره‌ای که سپس با کمی تغییرات زمین ساخت بشقابی نامیده شد را مطرح کرد.